# کتی تیلور
کتی تیلور (انگلیسی: Katie Taylor؛ زادهٔ ۲ ژوئیهٔ ۱۹۸۶) بوکسور سابق و بازیکن فوتبال اهل جمهوری ایرلند است.
ازافتخارات وی میتوان به کسب مدال طلا وزن Lightweight در بازی‌های المپیک تابستانی ۲۰۱۲ اشاره کرد، تیلور همچنین در تیم ملی فوتبال زنان جمهوری ایرلند بازی کرده‌است.